# Adelonema wallisii
Adelonema wallisii, conocida comúnmente como rey de corazones, es una especie de planta con flores de la familia Araceae, originaria de Colombia, Panamá y Venezuela.

## Descripción
Es una planta herbácea rizomatosa; alcanza alrededor de 15 a 25 cm de altura, pero con una extensión mucho más amplia. Las hojas son de forma elíptica a ovada-oblonga de aproximadamente 13 a 20 cm de largo, en tallos bastante cortos y arqueados, de color verde brillante con manchas de un verde crema, similar a un camuflaje. Las espatas son discretas, siendo de un color blanco amarillento, más cortas que las hojas extendidas, por lo que las floraciones pueden pasar desapercibidas al quedar ocultas en el follaje.
Se suele confundir con Aglaonema de apariencia similar.

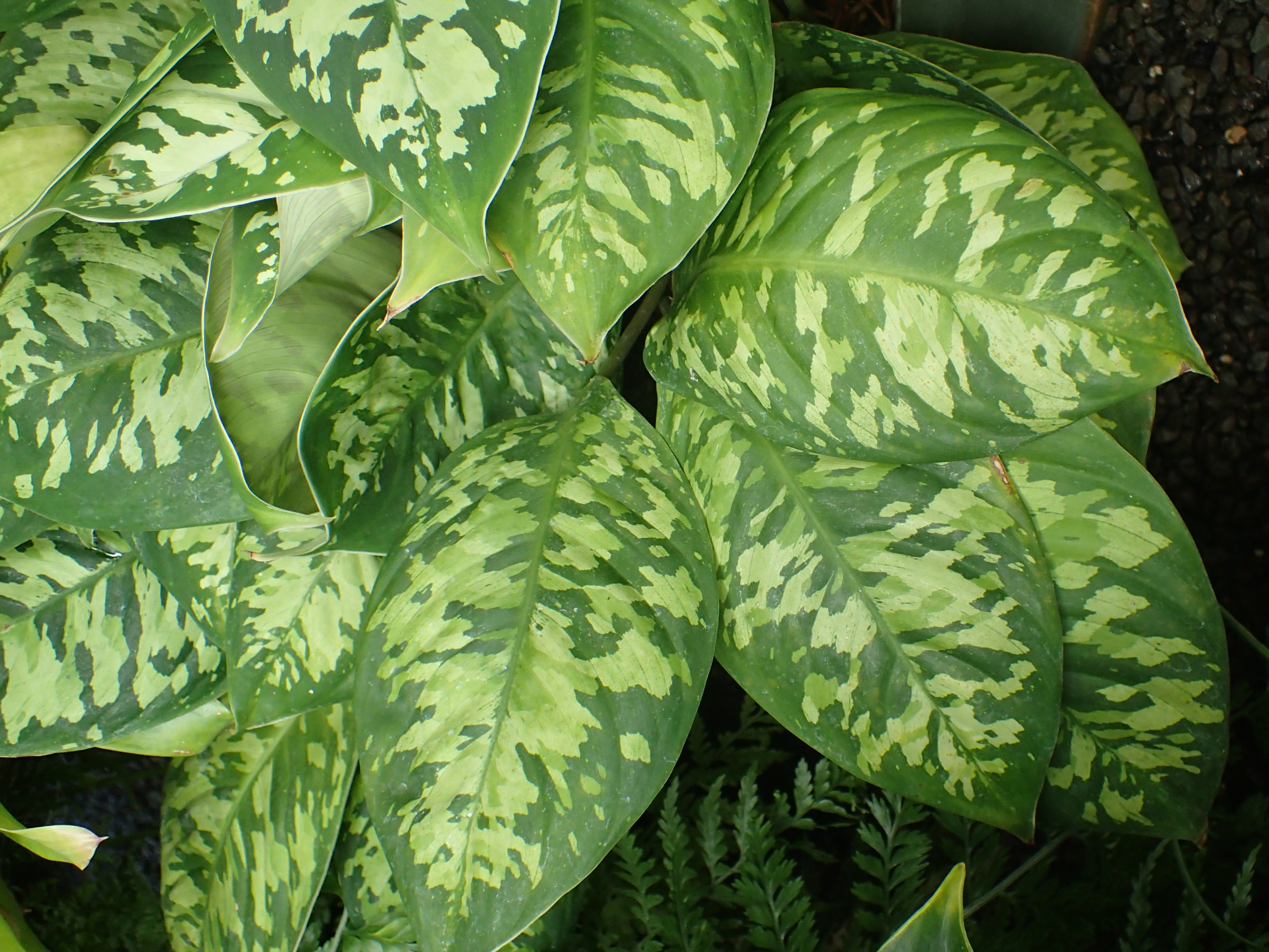
Hojas en detalle

## Uso y cuidados
Es popular como planta ornamental por sus hojas vistosas. Se puede encontrar en jardines tropicales, pero no tolera bien el frío, por lo que también se cultiva en interiores o invernaderos. Prefiere un ambiente cálido y húmedo sin demasiada luz directa, que puede producir quemaduras en las hojas, con temperaturas entre los 15 y 32 °C, aunque puede llegar a soportar hasta los 7 °C por períodos cortos. Requiere riegos abundantes sin llegar a encharcar el sustrato, ya que el agua estancada puede dañar las raíces, si las temperaturas bajan, es recomendable reducir los riegos para evitar pudrición. Por otro lado, si el aire o el sustrato se secan mucho, pueden aparecer manchas amarillas en los bordes de las hojas, se puede pulverizar con agua sin cal para evitar esto.
Adelonema wallisii se puede propagar por división de rizomas que tengan al menos dos o tres hojas, se coloca la pieza en un recipiente de 5-8 cm de profundidad con una mezcla humedecida en partes iguales de turba y arena. Se cubre con una bolsa de plástico translúcido a modo de invernadero, ubicándolo en un espacio cálido con luz media hasta que se desarrollen nuevas raíces. Luego se puede replantar en una maceta más grande para fomentar su crecimiento.
La NASA ha catalogado esta planta como una especie purificadora del aire, siendo capaz de eliminar compuestos tóxicos como amoníaco, tolueno y xileno.

## Taxonomía
La especie fue descrita inicialmente como Homalomena wallisii por Eduard August von Regel y publicada en Gartenflora 25: 320, en 1876, actualmente es tanto un sinónimo como el basónimo de esta; y ulteriormente, sería transferida al género Adelonema por Sin Yeng Wong y Thomas Bernard Croat en Systematic Botany 41(1): 43, en 2016.

#### Etimología
Ver: Adelonema
wallisii: epíteto nombrado en honor del botánico y colector de plantas alemán Gustav Wallis (1830 – 1878), quien recolectó plantas en América del Norte, Central y del Sur, Europa, Filipinas y Japón, primero para Jean Jules Linden, luego para John Gould Veitch e hijos y finalmente por su cuenta.

## Galería

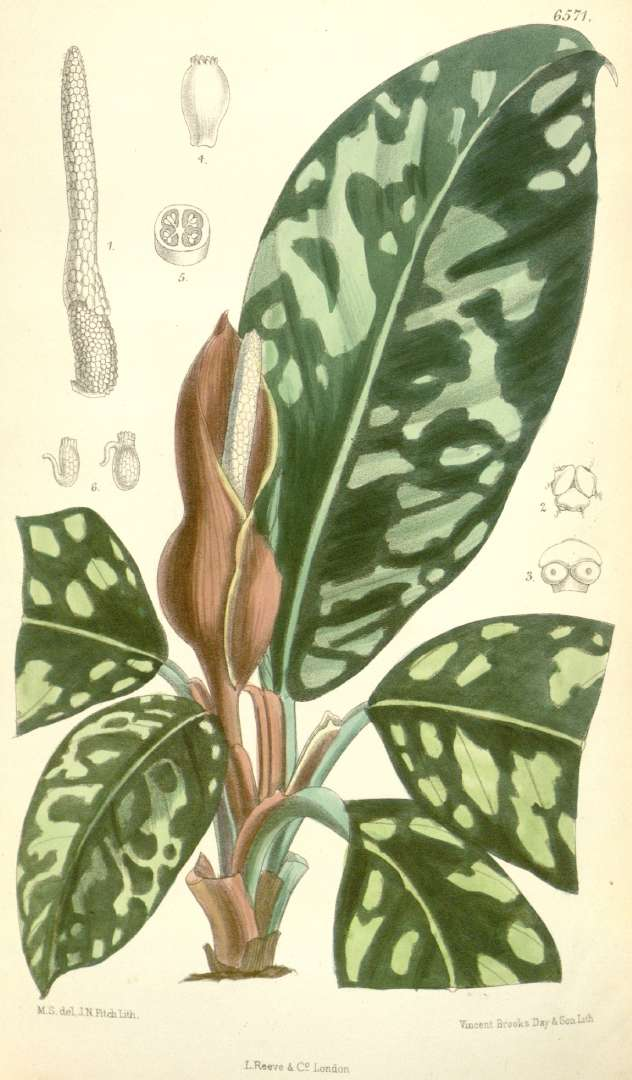
Ilustración botánica del Botanical Magazine de 1881.